# Мичъл Джеймс Каплан
Мичъл Джеймс Каплан (на английски: Mitchell James Kaplan) е американски сценарист и писател на произведения в жанра исторически роман.

## Биография и творчество
Мичъл Джеймс Каплан е роден в Лос Анджелис, Калифорния, САЩ. Учи в подготвителната гимназия с пансион „Кейт“ близо до Санта Барбара, Калифорния. Следва в Йейлския университет, който завършва с бакалавърска степен с отличие по английска филология и печели мемориалната награда „Пейн“, а писателят Уилям Стайрън го насърчава да пише. След дипломирането си работи четири години като преводач във Франция. Завръща се в Калифорния през 1986 г. Заедно със съпругата си работят във филмовата индустрия като сценаристи и са автори на няколко собствени сценария.
Първият му роман „Чрез огън, Чрез вода“ е издаден през 2010 г., Герой в историята е Луис де Сантанхел, канцлер на двора и дългогодишен приятел на похотливия крал Фернандо. Сантанхел е от семейство на конверсо и еврейското му наследство го прави лесна мишена на бруталността на испанската църква и инквизицията през петнадесети век. Това го подтиква да се върне към еврейската вяра, а и се влюбва в умната и красива еврейка Джудит Мигдал. Шанс да избегне гоненията на евреите му дава Христофор Колумб с плановете си за откриване на нов свят. Романът печели златен медал на Наградата на независимите издатели за 2011 г. за историческа литература.
През 2021 г. е издаден романът му „Рапсодия“. Той е история за талантливата и смела еврейка Кей Суифт в суровия мъжки свят на музиката на Бродуей, в тежкото време след края на Първата световна война, и за нейната връзка с Джордж Гершуин. Тя е дългогодишна муза на композитора, тя първа написва хитов мюзикъл, създава музиката за първия балет на Джордж Баланчин на американска сцена и композира за Рейдио Сити Мюзик Хол.
Освен сценарии и романи той пише рецензии на книги и литературни коментари за Pittsburgh Post-Gazette. Той е лицензиран частен пилот, и свири на класическа и джаз флейта.
Мичъл Джеймс Каплан живее със семейството си в Роанок в планините Блу Ридж, Вирджиния, и в къщата им в Биг Беър Лейк, Калифорния.

## Произведения

### Самостоятелни романи
- By Fire, By Water (2010)[1][2][3]
- Into the Unbounded Night (2020)
- Rhapsody (2021)
Рапсодия, изд.: ИК „Плеяда“, София (2023), прев. Анелия Николова